# Jack Meredith
Jack Meredith (ur. 14 sierpnia 1992) – brytyjski lekkoatleta specjalizujący się w biegach przez płotki.
W 2009 startował w mistrzostwach świata juniorów młodszych (zdobył srebrny medal) oraz w mistrzostwach Europy juniorów (był szósty). Brązowy medalista mistrzostw świata juniorów w Moncton (2010) oraz mistrz Europy juniorów z Tallinna (2011). 
Rekord życiowy w biegu na 110 metrów przez płotki: 13,97 (7 maja 2012, Londyn). Meredith jest juniorskim rekordzistą Wielkiej Brytanii w biegu przez płotki o wysokości 99 centymetrów (13,32 w 2010). 

## Osiągnięcia
| Rok  | Impreza                               | Miejsce          | Konkurencja                | Lokata     | Wynik |
| ---- | ------------------------------------- | ---------------- | -------------------------- | ---------- | ----- |
| 2009 | Mistrzostwa świata juniorów młodszych | Tyrol Południowy | bieg na 110 m przez płotki | 2. miejsce | 13,33 |
| 2009 | Mistrzostwa Europy juniorów           | Nowy Sad         | bieg na 110 m przez płotki | 6. miejsce | 13,51 |
| 2010 | Mistrzostwa świata juniorów           | Moncton          | bieg na 110 m przez płotki | 3. miejsce | 13,59 |
| 2011 | Mistrzostwa Europy juniorów           | Tallinn          | bieg na 110 m przez płotki | 1. miejsce | 13,50 |